# 江苏大厦
江苏大厦(英語：Jiangsu Tower)是一座位于深圳福田区的208米高摩天大楼。

## 历史
完工于2001年，靠近深圳市儿童医院，莲花山和市民中心。